# AVS-36
AVS-36은 소비에트 연방이 사용했던 자동소총이다.

## 개요

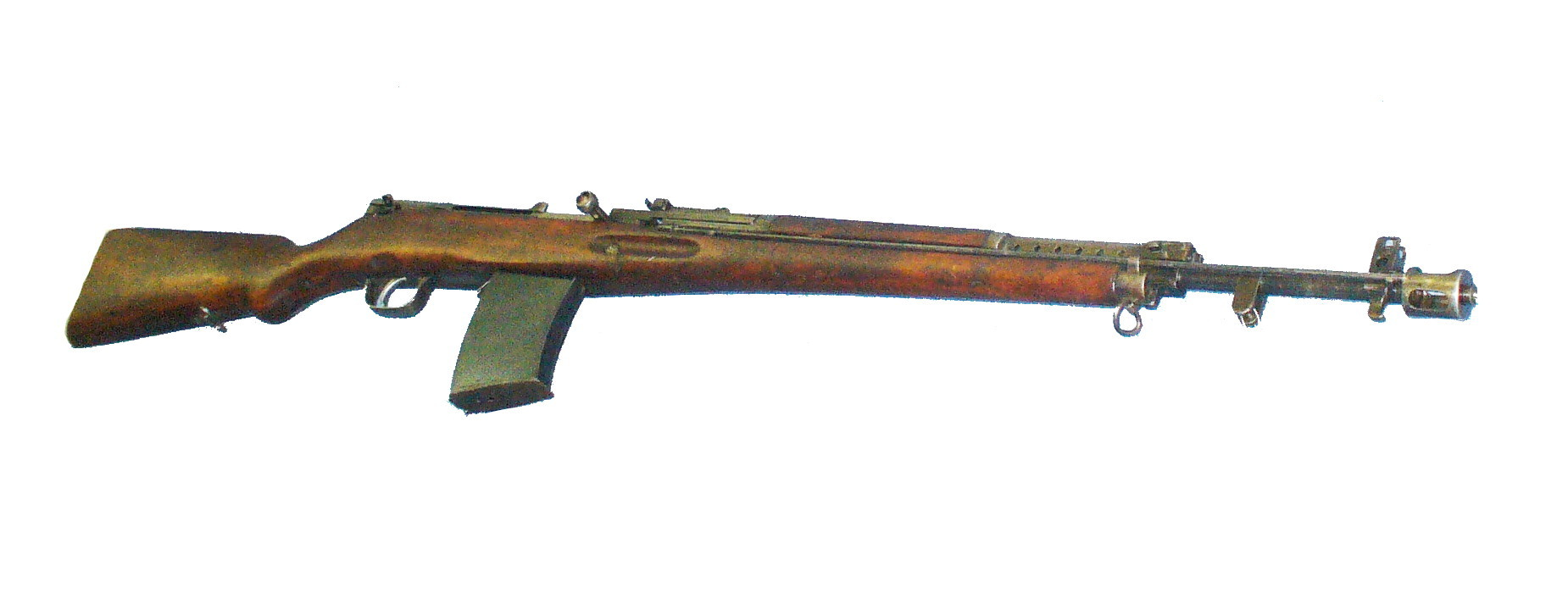
AVS-36

20세기 초반부터 세계각국의 군대에선 연사가 가능한 자동소총의 개발이 추진되었다.
제1차 세계대전 당시 러시아군도 영국군 및 프랑스군, 독일군에 뒤이어 총기개발에 뛰어들었지만
당시 러시아의 공업력이 낙후되었던 사정에 각 병기 및 무기생산도 수요를 따라가지 못하는 실정이었다.
그리하여 러시아 제국군은 병기의 수요부족을 해결하기 위해 외국에서 병기를 수입하여
수요문제를 해결하려 했다. 병기수입을 담당하기 위해 해외로 파견되었던 러시아 기술진의 일원이었던
페드로프 대위는 일본육군이 사용하는 소총의 탄환으로 만들어진 6.5mm×50탄을 참고하여
반자동소총의 개발에 몰두했다.
이에 페드로프 대위는 1917년에 세계최초의 자동소총인 <페드로프 M1916>을 개발해냈다.
하지만 러시아 혁명의 혼란 및 사용탄이 기존 러시아의 7.62mm와 다른 일본식의 6.5mm였기에
약 9천정 정도만이 생산된 채 제작이 종료되고 말았다. 그리고 페드로프 M1916은 러시아 혁명으로
독일과 강화조약이 성립되어 실전에서 사용하지도 못했기에 주목을 받지 못하고
그대로 역사속의 총기로 사장되고 말았다.
1차세계대전 이후 소련은 자동소총의 급여의 중요성을 느끼고 개발에 착수했다.
이에 1931년 세르게이 시모노프와 표도르 토카레프가 공동개발에 착수하여 1932년 완성하게 되는데.
얼마간 시제품에만 매달리다가 1936년 비로소 만들어지고. 1938년 모스크바에 처음 선보이며 AVS 36이라는 이름을 얻는다.

## 제원
AVS-36(Avtomaticheskaya Vintovka Simonova - 시모노프 36년식 자동총이란 의미)이라는 명칭으로
소련군에 정식채용된 본 소총은 원래는 반자동과 전자동(풀 오토) 양쪽으로 교환이 가능한 소총으로 개발되었지만
풀 오토 사격시엔 반동이 너무 강해 사격조준을 제대로 할 수 없다는 이유에서
양산형에서는 풀 오토기능이 삭제되었다.
시모노프 M1936의 특징으로는 작동방식으로 가스식을 채용해 총의 중간부분에 구멍을 내고
그곳에서 발사가스를 배출하는 방식을 적용한 것이었다.
사용탄환으로는 기존의 7.62mm×54R 탄약을 그대로 사용했는데 총검을 장착할 수도 있었다.
또 사격시 발사가스를 위로 빼내기 위해 반동제어기와 소염기를 겸비한 기능이 총구에 적용되었다.
AVS 자동소총의 무게는 4.3kg으로 같은시기 미국의 브라우닝 자동소총보다 6kg가량 가벼웠으며
총열길이는 120cm가량으로 약간 긴 편에 속했다.
연사속도는 분당 800발로 역시 미국의 브라우닝 자동소총보다 성능이 좋다.
생산량은 총 65,000 정이다.탄창으로는 15발 바나나탄창이 존재한다.

## 사용
AVS는 높은단가 때문에 그리 자주 사용되지는 않았다.
또 사용탄인 7.62mm×54R 탄약은 19세기부터 사용된 림파이어 탄이었기에
발사 후 약실에서 탄피가 분리되는 시간이 길어 약실 내에 남아있던 탄약이 원인이 되어
종종 작동불량을 일으켰다.
작동방식은 가스압력식이었지만 볼트핸들이 사격할 때마다 앞뒤로 요동쳤기 때문에
사수에겐 부상의 위험성도 뒤따랐다. 이 때문에 소련군 내부에서도 시모노프 M1936의 오발사고가 빈번해
신뢰성이 크게 추락하고 말았다. 위험성이 많은 구조와 고장을 일으키는 탄약의 구조 탓에
제식채용된 후에도 실제로 부대배치는 소수에 그치고 말았다.
시모노프 M1936 반자동소총은 이런 이유로 일선부대에서 대부분이 반환되어
후방부대 및 경비대,저격수의 특수임무 외에는 사용되지 못했다.
소련의 소총답지 않을 정도로 구조가 복잡해 1939년 처음 사용된 겨울전쟁에서
AVS는 잦은 고장 때문에 많은 비난을 사기도 했는데 제2차 세계대전 때는 PPSH로 대체되면서 물러났다.

## 같이 보기
- 42호 강하엽병소총
- 브라우닝 자동소총
- M1941 존슨 경기관총